# IC 16
IC 16 – galaktyka soczewkowata, znajdująca się w Gwiazdozbiorze Wieloryba. Została odkryta przez Stephana Javelle.

## Odkrycie i odległość
IC 16 została odkryta 3 listopada 1891 roku. Jest oddalona od nas o 225 milionów lat świetlnych (ok. 68985313 parseków).